# Lista de esquadrões da Força Aérea da África do Sul
Segue abaixo a lista dos esquadrões da Força Aérea da África do Sul. A lista inclui os atuais esquadrões da SAAF.

## Atuais
- Esquadrão 2
- Esquadrão 15
- Esquadrão 16
- Esquadrão 17
- Esquadrão 19
- Esquadrão 21
- Esquadrão 22
- Esquadrão 28
- Esquadrão 35
- Esquadrão 41
- Esquadrão 44
- Esquadrão 60
- Esquadrão 68
- Esquadrão 80
- Esquadrão 85
- Esquadrão 87
- Escola central de Voo (SAAF)
- Centro de Desenvolvimento e  Teste (SAAF)